# Saint-Germain-lès-Arpajon
Pour les articles homonymes, voir Saint-Germain.
Saint-Germain-lès-Arpajon (prononcé [sɛ̃ ʒɛʁmɛ̃ lɛ.z‿aʁpaʒɔ̃] ) est une commune française située à trente kilomètres au sud-ouest de Paris dans le département de l'Essonne en région Île-de-France.
Ses habitants sont appelés les Germinois.

## Géographie

### Situation

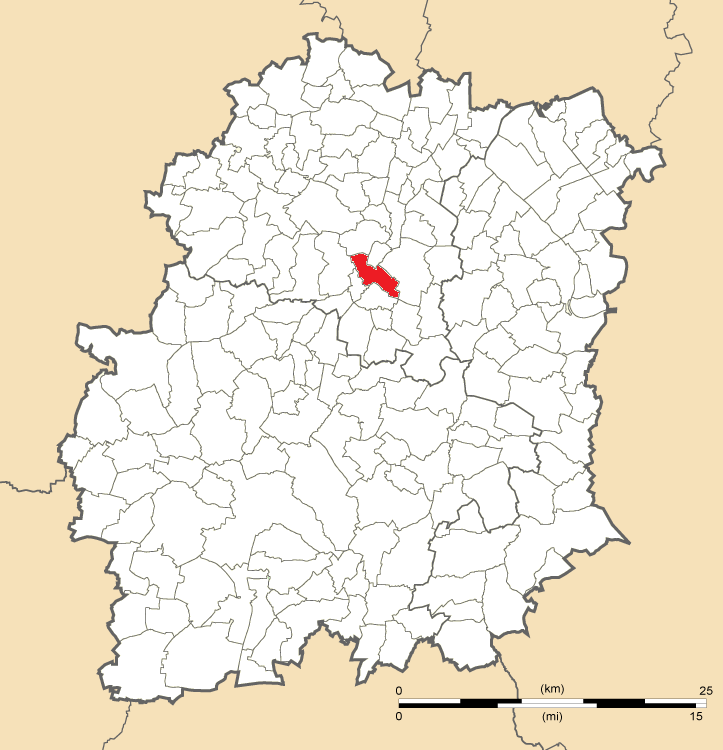
Position de Saint-Germain-lès-Arpajon en Essonne.

La commune est située en Île-de-France, à trente kilomètres au sud-ouest de Paris-Notre Dame, point zéro des routes de France, treize kilomètres au sud-ouest d'Évry, treize kilomètres au sud-est de Palaiseau, deux kilomètres au nord d'Arpajon, cinq kilomètres au sud de Montlhéry, quatorze kilomètres au nord-ouest de La Ferté-Alais, quinze kilomètres à l'ouest de Corbeil-Essonnes, vingt kilomètres au nord-est de Dourdan, vingt kilomètres au nord-est d'Étampes, vingt-six kilomètres au nord-ouest de Milly-la-Forêt.
| Type d’occupation           | Pourcentage | Superficie (en hectares) |
| --------------------------- | ----------- | ------------------------ |
| Espace urbain construit     | 50,8 %      | 319,87                   |
| Espace urbain non construit | 13,4 %      | 84,55                    |
| Espace rural                | 35,8 %      | 225,29                   |
| Source : Iaurif             |             |                          |

### Hydrographie
Elle est traversée par la rivière l'Orge, alimentée à la limite de la commune d'Arpajon par la Rémarde et sur son territoire par plusieurs ruisseaux ; rive gauche, certaines cartes référencent le Fossé de la Grande vidange, autrefois appelé ru de Chanteloup, descendant du lieu-dit Chanteloup et qui afflue au lieu-dit La Boisselle; rive droite, certaines cartes indiquent Ruisseau du Parc descendant du lieu-dit La Bretonnière.
La rivière se sépare en deux dans le parc de la Mairie avant de confluer à nouveau (dérivation dite boëlle) et forme ainsi une petite île.
Plus en aval, elle donne naissance à la Grande Boëlle (parfois appelée la Boëlle de Leuville) qui conflue sur le territoire de la commune de Leuville-sur-Orge.
Une station de mesure hydrométrique était implantée dans la commune.

### Climat
Pour des articles plus généraux, voir Climat de l'Île-de-France et Climat de l'Essonne.
En 2010, le climat de la commune est de type climat océanique dégradé des plaines du Centre et du Nord, selon une étude du CNRS s'appuyant sur une série de données couvrant la période 1971-2000. En 2020, Météo-France publie une typologie des climats de la France métropolitaine dans laquelle la commune est exposée à un climat océanique altéré et est dans la région climatique  Sud-ouest du bassin Parisien, caractérisée par une faible pluviométrie, notamment au printemps (120 à 150 mm) et un hiver froid (3,5 °C). 
Pour la période 1971-2000, la température annuelle moyenne est de 11,7 °C, avec une amplitude thermique annuelle de 15,4 °C. Le cumul annuel moyen de précipitations est de 646 mm, avec 10,6 jours de précipitations en janvier et 7,7 jours en juillet. Pour la période 1991-2020, la température moyenne annuelle observée sur la station météorologique la plus proche, située sur la commune de Brétigny-sur-Orge à 4 km à vol d'oiseau, est de 11,9 °C et le cumul annuel moyen de précipitations est de 628,9 mm,. Pour l'avenir, les paramètres climatiques de la commune estimés pour 2050 selon différents scénarios d'émission de gaz à effet de serre sont consultables sur un site dédié publié par Météo-France en novembre 2022.
| Mois                                  | jan.           | fév.           | mars            | avril         | mai             | juin           | jui.           | août           | sep.           | oct.            | nov.            | déc.             | année      |
| ------------------------------------- | -------------- | -------------- | --------------- | ------------- | --------------- | -------------- | -------------- | -------------- | -------------- | --------------- | --------------- | ---------------- | ---------- |
| Température minimale moyenne (°C)     | 1,7            | 1,5            | 3,6             | 5,7           | 9,2             | 12,5           | 14,4           | 14,1           | 11             | 8,2             | 4,5             | 2,2              | 7,4        |
| Température moyenne (°C)              | 4,5            | 5              | 8,1             | 10,9          | 14,5            | 17,9           | 20,2           | 20             | 16,4           | 12,4            | 7,7             | 4,9              | 11,9       |
| Température maximale moyenne (°C)     | 7,2            | 8,5            | 12,6            | 16,2          | 19,8            | 23,4           | 26             | 25,9           | 21,8           | 16,6            | 10,9            | 7,6              | 16,4       |
| Record de froid (°C) date du record   | −20,6 08.01.10 | −17 23.02.1963 | −10,7 13.03.13  | −4,7 11.04.03 | −1,9 07.05.1957 | 1,4 05.06.1991 | 3,8 01.07.1960 | 3,7 28.08.1974 | 0,2 17.09.1971 | −4,5 29.10.1985 | −9,6 24.11.1998 | −16,4 29.12.1964 | −20,6 2010 |
| Record de chaleur (°C) date du record | 15,8 27.01.03  | 20,2 27.02.19  | 25,3 25.03.1955 | 29,4 20.04.18 | 32 28.05.17     | 37,3 18.06.22  | 42 25.07.19    | 39,7 06.08.03  | 35,4 08.09.23  | 30,3 01.10.1985 | 22,1 07.11.15   | 16,8 17.12.15    | 42 2019    |
| Précipitations (mm)                   | 48,2           | 44,9           | 45              | 44,6          | 61,4            | 55,6           | 53,1           | 57,7           | 48,6           | 52,6            | 54,5            | 62,7             | 628,9      |

### Voies de communication et transports
Le premier axe de communication fut routier par la voie de Paris à Orléans devenue la route nationale 20. Après la Révolution française, la constitution du département de Seine-et-Oise privilégia la route départementale 152 menant à la sous-préfecture de Corbeil, en passant par Brétigny-sur-Orge. Aujourd'hui Saint-Germain-lès-Arpajon bénéficie du maillage routier de la commune d'Arpajon, les deux communes étant pour partie imbriquées.
La commune est desservie d'une part par la ligne 9115 (anciennement M151 )du réseau de bus Cœur d'Essonne, cette ligne reliant Paris-Porte d'Orléans à Arpajon et d'autre part par la ligne 91.04 qui relie la Gare d'Évry - Courcouronnes Centre à celle d'Arpajon.
Au XIXe siècle, la construction de la voie ferroviaire de Paris à Tours donna un certain essor au lieu-dit La Bretonnière où fut construite une gare qui portait son nom. Aujourd'hui, la ligne C du RER (gare de La Norville - Saint-Germain-lès-Arpajon) la dessert.

### Lieux-dits, écarts et quartiers
Les lieux-dits historiques sont le Centre, La Petite-Folie et la Grande-Folie (sur la route nationale 20), la Bretonnière (gare RER), ainsi que La Boisselle et Fourcon (avec leur moulin) en bordure de l'Orge, les Prés de Gournay, Chanteloup (avec son château et son parc).
Il existe une curiosité dans le quartier des Folies, le chemin de la Grâce-de-Dieu, outre son nom unique en France, a trois particularités : ce chemin, orienté est-ouest, est coupé par la RN 20 qui interdit la communication entre les deux parties ainsi séparées. La partie ouest est partagée entre Linas, au nord et Saint-Germain-lès-Arpajon au sud et, de ce fait, la numérotation dans cette section ne se compose que de nombres pairs des deux côtés de la voie, provoquant un véritable casse-tête pour les livreurs.
D'autres noms de quartiers sont apparus à la faveur de l'urbanisation pavillonnaire.
La municipalité a divisé le territoire en trois quartiers, animés par un conseil de quartier : Saint-Eutrope, Les Folies et La Bretonnière.

## Urbanisme

### Typologie
Au 1er janvier 2024, Saint-Germain-lès-Arpajon est catégorisée grand centre urbain, selon la nouvelle grille communale de densité à sept niveaux définie par l'Insee en 2022.
Elle appartient à l'unité urbaine de Paris, une agglomération inter-départementale regroupant 407  communes, dont elle est une commune de la banlieue,,. Par ailleurs la commune fait partie de l'aire d'attraction de Paris, dont elle est une commune du pôle principal,. Cette aire regroupe 1 929 communes,.

## Toponymie
L'origine du nom du lieu est peu connue. La commune fut appelée Sanctus Germanus, Germain-lès-Châtres et Germinal-sur-Orge durant la Révolution, elle fut créée en 1793 sous son nom actuel. Son nom composé de Saint-Germain, lès qui signifie près de et d'Arpajon, indique qu'elle est située tout près d'Arpajon.

## Histoire
- Antiquité : le lieu, sans doute occupé depuis la fin de l'époque gauloise, révèle des bâtiments d'époque gallo-romaine découverts lors de fouilles au centre ville[28]. Un énorme trésor de monnaies de bronze du IIIe siècle, environ trente-quatre mille monnaies, avait été découvert fortuitement en 2008[29]. La découverte a fait l'objet d'une publication de la Bibliothèque nationale de France en 2020[30].

Dépendance de la châtellenie de Montlhéry au XIIIe siècle. Seigneurie des Graville au XVIe siècle, des Noailles au XVIIIe siècle.
- Corbinien y fonda une communauté religieuse au VIIe siècle qui servit de point de développement à l'agglomération.
- Au XIIIe siècle Saint-Germain fut une dépendance de la châtellenie de Montlhéry.
- Au XVIe siècle, la commune devient seigneurie des Graville.
- Au XVIIIe siècle, ce furent les Noailles qui en firent leur seigneurie.
- Jusqu'en 1720, la ville s'appelait Saint-Germain-lès-Châtres. Elle a pris son nom actuel à la suite de l'acquisition de la commune de Châtres par Louis de Séverac, marquis d'Arpajon-sur-Cère.

Un ancien couvent était dédié à saint Eutrope : il aurait été fondé par Jeanne de Navarre, épouse du roi Philippe le Bel, qui avaient tous les deux une dévotion particulière pour saint Eutrope. Le couvent et l'hôpital attenant restèrent en fonction jusqu'à la Révolution française.

### Les Hospitaliers
Le moulin de Francherel situé à Saint-Germain-lès-Arpajon appartenait à Pierre de Chastres qui le vendit en 1239 aux Hospitaliers de l'ordre de Saint-Jean de Jérusalem qui le revendit contre une rente en 1348 à Thomas de Faucherel.

### Histoire contemporaine
Des années 1920 aux années 1960, des réfugiés politiques géorgiens — chassés de leur pays par l'Armée rouge — s'établirent route de Leuville, au total une dizaine de familles. Ils cultivaient la terre et introduisirent de nouvelles cultures, les cornichons (destinés à la saumure pour devenir des malossols vendus dans le commerce), des variétés de maïs doux destinées à leur consommation personnelle, une variété de raisin noir particulière (dénommée Adessa) et différentes plantes odorantes (comme la coriandre). Il subsiste encore aujourd'hui deux foyers composés de leurs descendants.
En 1955, une carrière située au lieu-dit La Petite-Folie, à cheval sur les communes de Saint-Germain-lès-Arpajon et d'Arpajon fut aménagée en terrain de moto-cross sous l'impulsion de Roger Pinard qui tenait un magasin de motocyclettes au lieu-dit La Montagne : lui-même et le jeune Georges Diani (tous deux originaires de Leuville-sur-Orge), ainsi que Jacques Junal (de la Petite-Folie) en devinrent les vedettes locales. Ils ne pouvaient rivaliser avec les champions nationaux qui s'y produisaient, Rémy Julienne qui fonda ensuite une troupe de cascadeurs pour le cinéma, Louis Meznarie qui devint préparateur pour les 24 heures du Mans, Robert et Claire Adnet père et fille, coéquipiers en side-car, mais y disputèrent plusieurs manches du championnat de France.

## Population et société

### Démographie

#### Évolution démographique
L'évolution du nombre d'habitants est connue à travers les recensements de la population effectués dans la commune depuis 1793. Pour les communes de plus de 10 000 habitants les recensements ont lieu chaque année à la suite d'une enquête par sondage auprès d'un échantillon d'adresses représentant 8 % de leurs logements, contrairement aux autres communes qui ont un recensement réel tous les cinq ans,.

En 2022, la commune comptait 11 577 habitants, en évolution de +9,12 % par rapport à 2016 (Essonne : +2,89 %, France hors Mayotte : +2,11 %).
| 1793 | 1800 | 1806 | 1821 | 1831 | 1836 | 1841 | 1846 | 1851 |
| ---- | ---- | ---- | ---- | ---- | ---- | ---- | ---- | ---- |
| 521  | 582  | 563  | 520  | 547  | 551  | 516  | 496  | 442  |

| 1856 | 1861 | 1866 | 1872 | 1876 | 1881 | 1886 | 1891 | 1896 |
| ---- | ---- | ---- | ---- | ---- | ---- | ---- | ---- | ---- |
| 467  | 479  | 534  | 561  | 591  | 602  | 591  | 600  | 590  |

| 1901 | 1906 | 1911 | 1921 | 1926 | 1931  | 1936  | 1946  | 1954  |
| ---- | ---- | ---- | ---- | ---- | ----- | ----- | ----- | ----- |
| 607  | 592  | 662  | 735  | 910  | 1 153 | 1 260 | 1 248 | 1 420 |

| 1962  | 1968  | 1975  | 1982  | 1990  | 1999  | 2006  | 2011  | 2016   |
| ----- | ----- | ----- | ----- | ----- | ----- | ----- | ----- | ------ |
| 2 095 | 4 105 | 5 949 | 6 217 | 7 607 | 8 227 | 9 108 | 9 324 | 10 609 |

| 2021   | 2022   | - | - | - | - | - | - | - |
| ------ | ------ | - | - | - | - | - | - | - |
| 11 305 | 11 577 | - | - | - | - | - | - | - |

#### Pyramide des âges
La population de la commune est relativement jeune.
En 2018, le taux de personnes d'un âge inférieur à 30 ans s'élève à 43,5 %, soit au-dessus de la moyenne départementale (39,9 %). À l'inverse, le taux de personnes d'âge supérieur à 60 ans est de 15,2 % la même année, alors qu'il est de 20,1 % au niveau départemental.
En 2018, la commune comptait 5 374 hommes pour 5 503 femmes, soit un taux de 50,59 % de femmes, légèrement inférieur au taux départemental (51,02 %).
Les pyramides des âges de la commune et du département s'établissent comme suit.
| Hommes | Classe d’âge | Femmes |
| ------ | ------------ | ------ |
| 0,4    | 90 ou +      | 1,0    |
| 3,6    | 75-89 ans    | 4,8    |
| 10,0   | 60-74 ans    | 10,8   |
| 18,9   | 45-59 ans    | 19,5   |
| 22,6   | 30-44 ans    | 21,7   |
| 19,4   | 15-29 ans    | 18,8   |
| 25,3   | 0-14 ans     | 23,5   |

| Hommes | Classe d’âge | Femmes |
| ------ | ------------ | ------ |
| 0,5    | 90 ou +      | 1,4    |
| 5,4    | 75-89 ans    | 7,2    |
| 12,9   | 60-74 ans    | 13,9   |
| 20     | 45-59 ans    | 19,4   |
| 19,9   | 30-44 ans    | 20,1   |
| 20     | 15-29 ans    | 18,2   |
| 21,3   | 0-14 ans     | 19,8   |

## Politique et administration
L'Insee attribue à la commune le code 91 3 01 552. La commune est enregistrée au répertoire des entreprises sous le code SIREN 219 105 525. Son activité est enregistrée sous le code APE 8411Z.

### Politique locale
Depuis 2020, la commune est administrée par un conseil municipal de trente-trois élus présidé par Norbert Santin (maire DVD).
Saint-Germain-lès-Arpajon fait partie de Cœur d'Essonne Agglomération, communauté d'agglomération administrée par Éric Braive (DVG).
La commune est rattachée au canton d'Arpajon, représenté par les conseillers départementaux Dominique Bougraud (UDI) et Alexandre Touzet (DVD), à l'arrondissement de Palaiseau et à la troisième circonscription de l'Essonne, représentée par la députée Laëtitia Romeiro Dias (LREM).

### Liste des maires

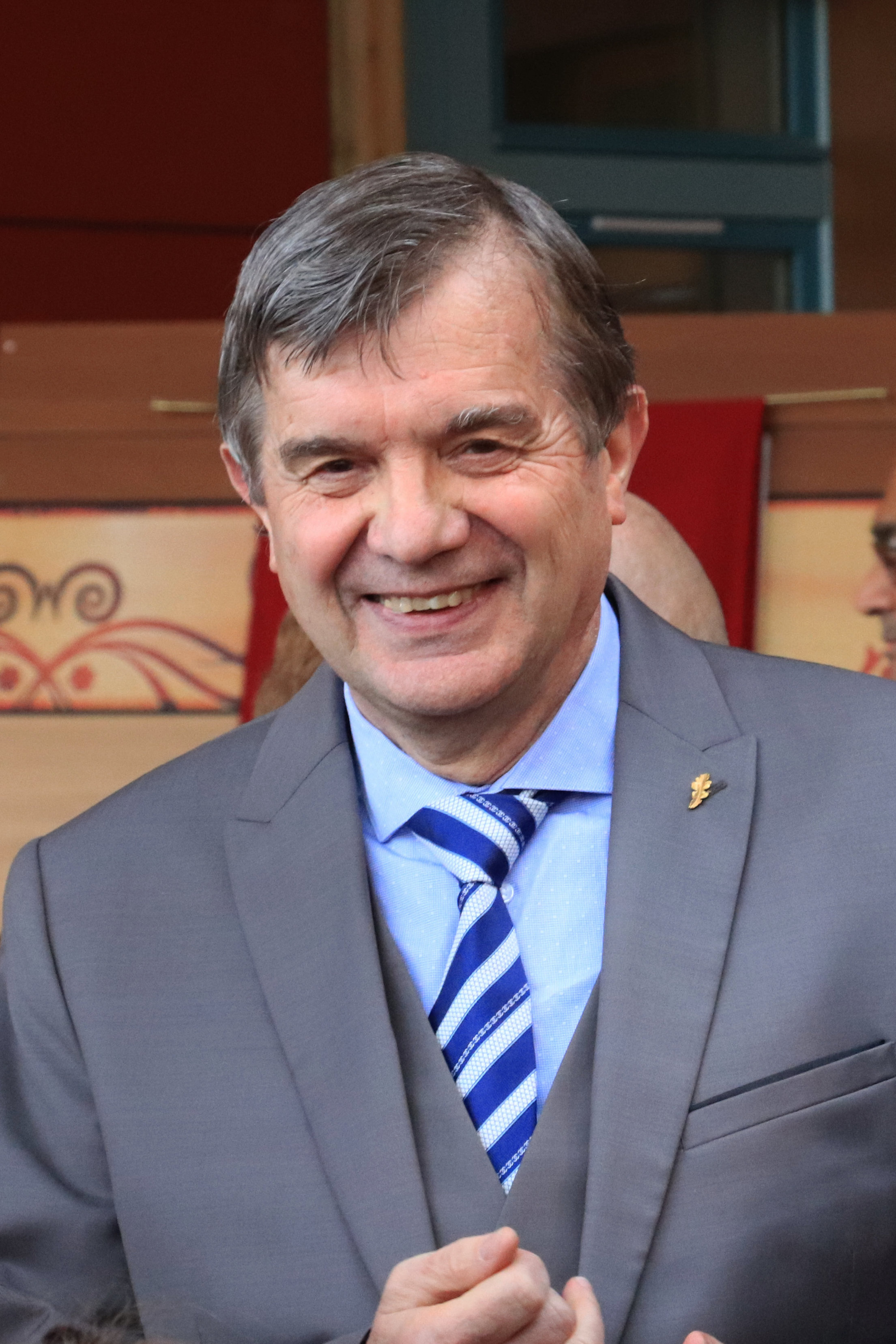
Norbert Santin, maire de Saint-Germain-lès-Arpajon depuis 2014.

### Tendances et résultats politiques
Élections présidentielles, résultats des seconds tours :
- Élection présidentielle de 2002 : 81,33 % pour Jacques Chirac (RPR), 18,67 % pour Jean-Marie Le Pen (FN), 80,13 % de participation[44].
- Élection présidentielle de 2007 : 53,74 % pour Nicolas Sarkozy (UMP), 46,26 % pour Ségolène Royal (PS), 83,94 % de participation[45].
- Élection présidentielle de 2012 : 51,40 % pour François Hollande (PS), 48,60 % pour Nicolas Sarkozy (UMP), 83,32 % de participation[46].
- Élection présidentielle de 2017 : 62,58 % pour Emmanuel Macron (LREM), 37,42 % pour Marine Le Pen (FN), 75,65 % de participation.

Élections législatives, résultats des seconds tours :
- Élections législatives de 2002 : 50,02 % pour Geneviève Colot (UMP), 49,98 % pour Yves Tavernier (PS), 56,55 % de participation[47].
- Élections législatives de 2007 : 53,07 % pour Geneviève Colot (UMP), 46,93 % pour Brigitte Zins (PS), 52,05 % de participation[48].
- Élections législatives de 2012 : 53,74 % pour Michel Pouzol (PS), 46,26 % pour Geneviève Colot (UMP), 53,38 % de participation[49].
- Élections législatives de 2017 : 54,49 % pour Laëtitia Romeiro Dias (LREM), 45,51 % pour Virginie Araujo (LFI), 38,67 % de participation.

Élections européennes, résultats des deux meilleurs scores :
- Élections européennes de 2004 : 24,50 % pour Harlem Désir (PS), 13,71 % pour Patrick Gaubert (UMP), 39,08 % de participation[50].
- Élections européennes de 2009 : 25,32 % pour Michel Barnier (UMP), 15,36 % pour Daniel Cohn-Bendit (Europe Écologie), 37,67 % de participation[51].
- Élections européennes de 2014 : 25,41 % pour Aymeric Chauprade (FN), 18,44 % pour Alain Lamassoure (UMP), 38,79 % de participation.
- Élections européennes de 2019 : 24,71 % pour Jordan Bardella (RN), 20,42 % pour Nathalie Loiseau (LREM), 48,44 % de participation.

Élections régionales, résultats des deux meilleurs scores :
- Élections régionales de 2004 : 53,37 % pour Jean-Paul Huchon (PS), 33,6 % pour Jean-François Copé (UMP), 64,56 % de participation[52].
- Élections régionales de 2010 : 59,87 % pour Jean-Paul Huchon (PS), 40,13 % pour Valérie Pécresse (UMP), 45,66 % de participation[53].
- Élections régionales de 2015 : 38,52 % pour Valérie Pécresse (LR), 36,37 % pour Claude Bartolone (PS), 55,08 % de participation.

Élections cantonales (puis départementales), résultats des seconds tours :
- Élections cantonales de 2004 : 59,64 % pour Monique Goguelat (PS), 40,36 % pour Philippe Le Fol (DVD), 64,67 % de participation[54].
- Élections cantonales de 2011 : 63,80 % pour Pascal Fournier (PS), 36,20 % pour Bernard Despalins (FN), 58,05 % de participation[55].
- Élections départementales de 2015 : 38,36% pour Pascal Fournier et Nicole Perrier (PS), 36,99% pour Dominique Bougraud et Alexandre Touzet (DVD), 24,65% pour Alain Buffle et Catherine Morin (FN), 48,04% de participation[56].

Élections municipales, résultats des seconds tours :
- Élections municipales de 2001 : 51,14% pour Divers Droite, 48,86% pour Divers Gauche, 60,13% de participation, élection annulée par le Tribunal administratif de Versailles le 7 juin 2001, annulation confirmée par le Conseil d'État -après recours- le 6 mars 2002, mise en place d'une Délégation spéciale de trois personnes par la Préfecture de l'Essonne le 21 mars 2002 et préparation de nouvelles élections[57].
- Élections municipales de 2002 : données manquantes, majorité obtenue par la liste de Monique Goguelat (PS)
- Élections municipales de 2008 : 53,15 % pour Monique Goguelat (PS), 46,85 % pour Alain Duneufjardin (DVD), 60,94 % de participation[58].
- Élections municipales de 2014 : 48,11% pour Norbert Santin (DVD), 38,24% pour Monique Goguelat (PS), 13,63% pour Pascal Voirin (FN), 63,66% de participation[59].

- Élections municipales de 2020 : 64,42% pour Norbert Santin (DVD), 27,04% pour Michel Grimault (DVG), 8,53% pour Sylvie Cruzillac (DVG), 38,25% de participation.

Référendums :
- Référendum de 2000 relatif au quinquennat présidentiel : 74,88 % pour le Oui, 25,12 % pour le Non, 26,43 % de participation[60].
- Référendum de 2005 relatif au traité établissant une Constitution pour l'Europe : 58,62 % pour le Non, 41,38 % pour le Oui, 65,60 % de participation[61].

### Enseignement

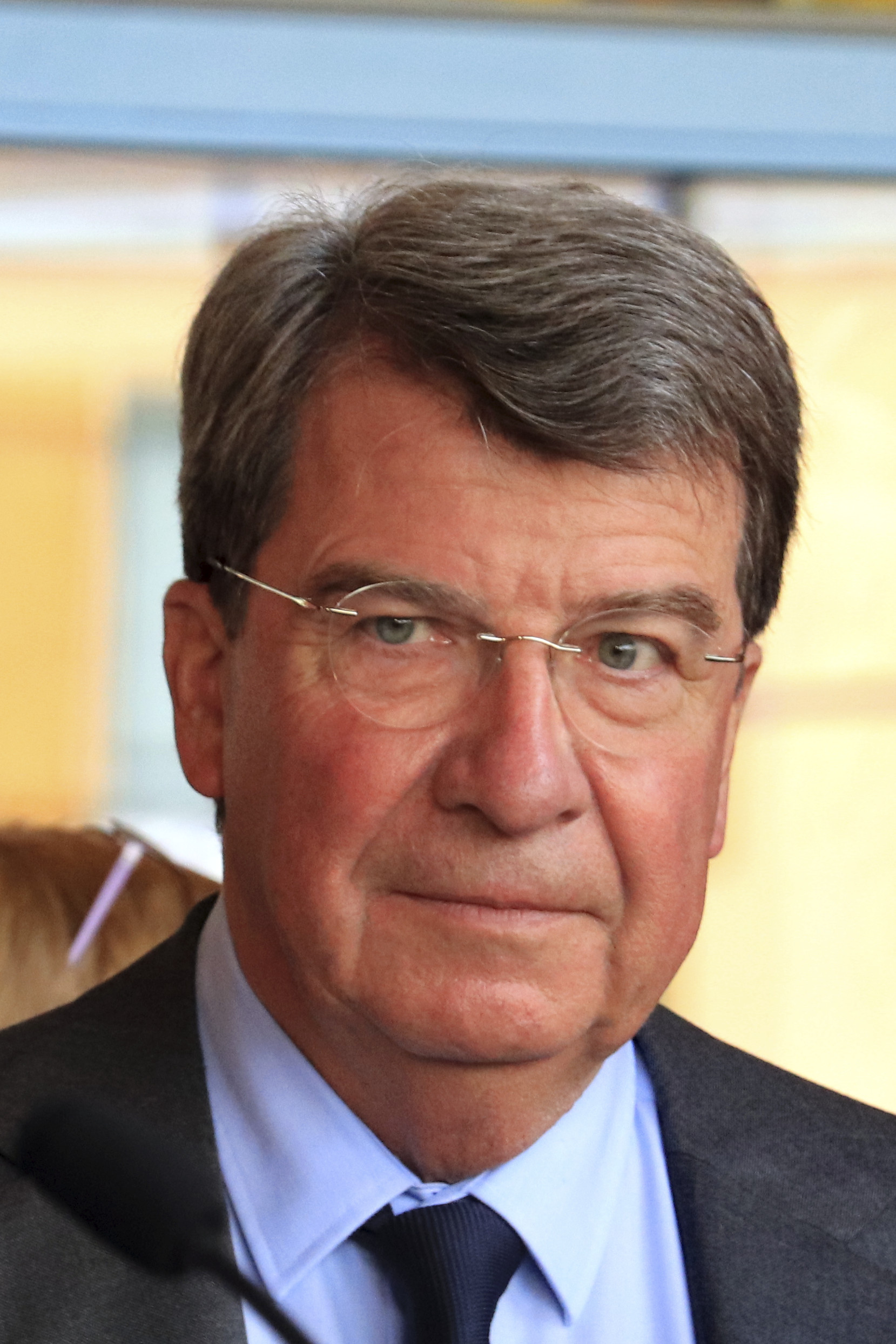
Xavier Darcos lors de l’inauguration de l’école Simone-Veil.

Les élèves de Saint-Germain-lès-Arpajon sont rattachés à l'académie de Versailles. La commune dispose sur son territoire de l'école maternelle Elsa Triolet, des écoles élémentaires Paul Langevin et Louis Babin, des écoles primaires Jules Valles et Frédéric Joliot-Curie, et du collège Roland-Garros qui accueille les élèves de Saint-Germain-lès-Arpajon et de Leuville-sur-Orge. Le 7 mai 2019 a été inaugurée la nouvelle école élémentaire Simone-Veil en présence de Xavier Darcos.

### Santé
La commune dispose sur son territoire de l'établissement d'hébergement pour personnes âgées dépendantes de la résidence de l'Orge. Les hôpitaux les plus proches sont ceux d'Arpajon et de Longjumeau, la clinique La Fontaine à Brétigny-sur-Orge et l'hôpital privé de Paris-Essonne (ex-clinique des Charmilles) à Arpajon. Un centre de la protection maternelle et infantile est implanté dans la commune.

### Services publics
La commune dispose sur son territoire d'une agence postale.

### Jumelages
La commune de Saint-Germain-lès-Arpajon et Castelo do Neiva au Portugal ont signé en 2023 un serment de jumelage.

## Vie quotidienne à Saint-Germain-lès-Arpajon

### Culture
Chaque année, en général au mois de mars, la commune de Saint-Germain-lès-Arpajon accueille un Salon du livre de jeunesse organisé par l'association FLPEJR, attirant plusieurs milliers de participants. Il se déroule sur une semaine, avec des journées destinées aux enfants des écoles et des journées tout public le week-end. Il comporte également une journée professionnelle. Le programme est composé de conférences, d'expositions, de rencontres avec les auteurs et illustrateurs, et d'ateliers. Le Salon accueille des maisons d'éditions et des librairies. Il donne lieu par ailleurs à des concours.
Sur un plan local, la commune met à disposition de ses administrés la bibliothèque Maria-Socard-Bocquel, une école municipale de musique et une école municipale de danse.
Elle dispose également du nouveau pôle culturel des Prés-du-Roy, route de Leuville, livré en décembre 2014, pour un coût de 5,9 millions d'euros (médiathèque, salle de danse, salle de musique...). Devenu un objet de débat au sein des équipes municipales successives, ce pôle est finalement repris par le réseau des médiathèques de Cœur d'Essonne Agglomération.

### Sports
L'Association sportive de Saint-Germain-lès-Arpajon (ASSGA) propose une vingtaine de sports.
La commune met à disposition plusieurs équipements sportifs, dont trois stades (Cendrennes, Gaston Cornu, Mesnil), des courts de tennis, un Combi-sports pour la pratique des sports collectifs, le Gymnase Louis-Babin, une salle d'arts martiaux et un boulodrome.

### Lieux de culte

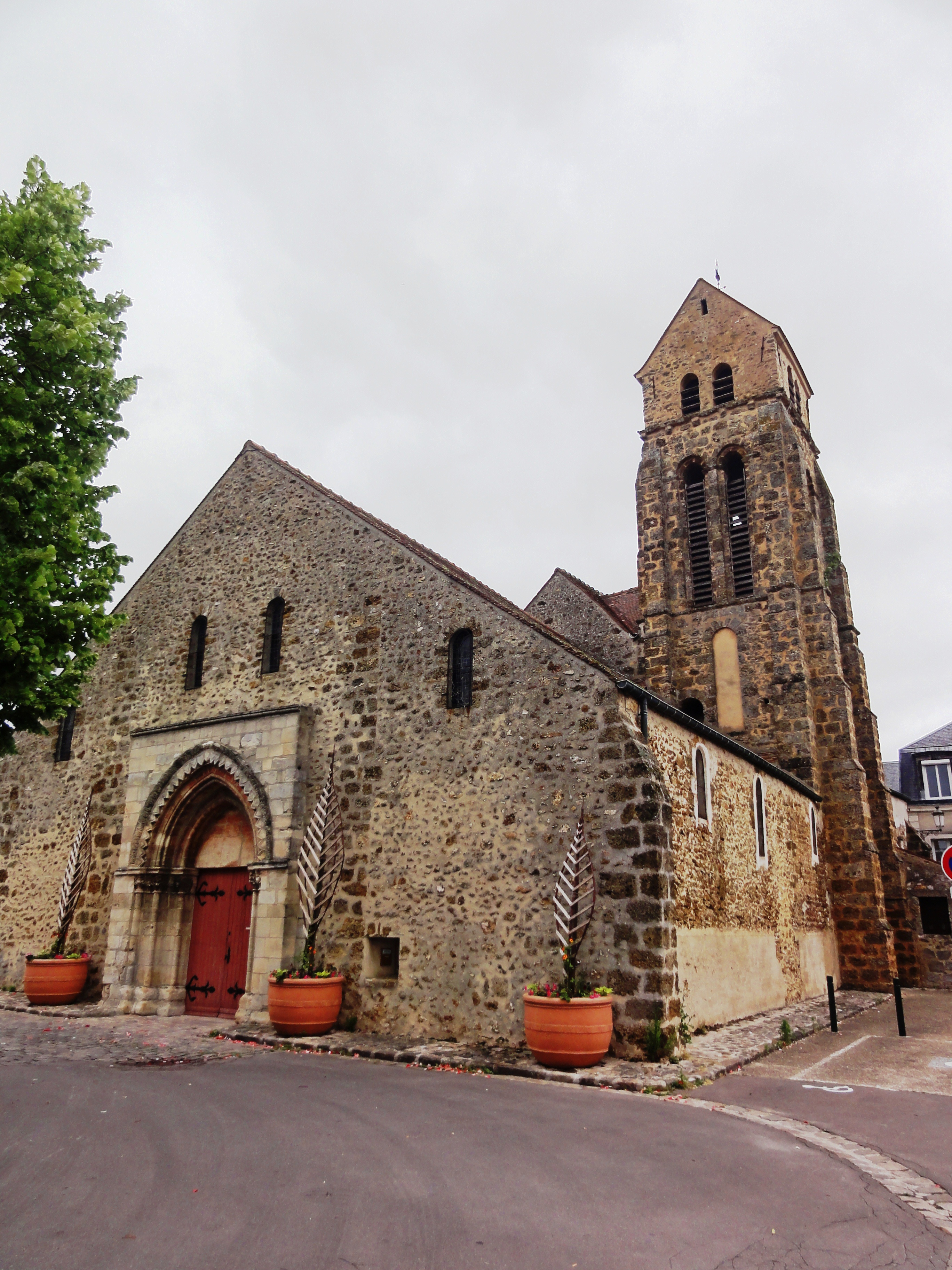
L'église Saint-Germain-d'Auxerre.

La paroisse catholique de Saint-Germain-lès-Arpajon est rattachée au secteur pastoral des Trois-Vallées-Arpajon et au diocèse d'Évry-Corbeil-Essonnes.
Elle dispose de l'église Saint-Germain-d'Auxerre.
Les deux bas-côtés sont agrémentés de deux chapelles, l'une dédiée à la Vierge, l'autre dédiée à saint Corbinien, né dans le village et évangélisateur de la Bavière.

### Médias
L'hebdomadaire La Gazette de l'Ile-de-France, dans son troisième format, (avant la Seconde Guerre mondiale, durant la guerre à l'issue de laquelle son directeur fut arrêté et exécuté pour collaboration, après la guerre lorsqu'elle fut reprise par un directeur issu de la Résistance et imprimée à Étampes) couvrit particulièrement la commune jusque dans les années 1980 : Georges Duprat, qui habitait Saint-Germain-lès-Arpajon, chemin de la Glaciaire, en était le correspondant cantonal. L'hebdomadaire La Marseillaise, imprimé à Arpajon, en était son concurrent. Plus tard, l'hebdomadaire Le Républicain prit le relais et relate aujourd'hui les informations locales.
La commune est en outre dans le bassin d'émission des chaînes de télévision France 3 Paris Île-de-France Centre, IDF1 et Téléssonne intégré à Télif.

## Économie
Si dès 1672 une fabrique de tuiles et de briques est créée au lieu-dit La Grande-Folie et en 1918 un atelier de réparation (Atelier central des grandes réparations automobiles) est ouvert au lieu-dit La Bretonnière, la commune possède avant-tout un passé agricole, à la fois de cultures maraîchères comme dans tout le Hurepoix et de cultures céréalières comme dans la Beauce voisine. La culture du blé a encouragé l'ouverture de moulins sur le cours de l'Orge, trois d'entre eux sont connus, moulin de Falaise, moulin de La Boisselle, moulin de Fourcon et ont parfois été reconvertis temporairement en tanneries.
Les fermes (Aubé au centre du village, Mauge chemin de la Glacière, Colin et Pelletier route d'Aulnay...) ont subsisté jusque vers les années 1960 pour progressivement laisser place à une urbanisation pavillonnaire, ainsi qu'à la création d'une centrale électrique de transformation (dont les lignes haute tension aériennes n'ont disparu qu'à la fin du XXe siècle) et de celle d'une grande surface commerciale.
Les tentatives d'implantation d'établissements industriels, fabrique de bois à haute pression (Établissements Isorel) et tannerie (Établissements Augère et Gentilly) au lieu-dit La Bretonnière ou production d'œufs (France-Ponte) au moulin de Fourcon, ont peu perduré.

### Emplois, revenus et niveau de vie
En 2006, le revenu fiscal médian par ménage était de 19 104 €, ce qui plaçait la commune au 4 784e rang parmi les 30 687 communes de plus de cinquante ménages que compte le pays et au cent soixante-dixième rang départemental.
| Répartition des emplois par catégories socioprofessionnelles en 2006. |              |                                           |                                                   |                            |                          |                           |
|                                                                       | Agriculteurs | Artisans, commerçants, chefs d’entreprise | Cadres et professions intellectuelles supérieures | Professions intermédiaires | Employés                 | Ouvriers                  |
| Saint-Germain-lès-Arpajon                                             | 0,0 %        | 5,8 %                                     | 12,0 %                                            | 25,5 %                     | 24,8 %                   | 31,8 %                    |
| Zone d'emploi de Dourdan                                              | 0,7 %        | 6,0 %                                     | 18,9 %                                            | 28,5 %                     | 26,3 %                   | 19,6 %                    |
| Moyenne nationale                                                     | 2,2 %        | 6,0 %                                     | 15,4 %                                            | 24,6 %                     | 28,7 %                   | 23,2 %                    |
| Répartition des emplois par secteurs d’activités en 2006.             |              |                                           |                                                   |                            |                          |                           |
|                                                                       | Agriculture  | Industrie                                 | Construction                                      | Commerce                   | Services aux entreprises | Services aux particuliers |
| Saint-Germain-lès-Arpajon                                             | 1,2 %        | 19,2 %                                    | 10,4 %                                            | 20,7 %                     | 6,6 %                    | 4,8 %                     |
| Zone d'emploi de Dourdan                                              | 1,7 %        | 10,4 %                                    | 7,5 %                                             | 11,8 %                     | 21,6 %                   | 6,9 %                     |
| Moyenne nationale                                                     | 3,5 %        | 15,2 %                                    | 6,4 %                                             | 13,3 %                     | 13,3 %                   | 7,6 %                     |
| Sources : Insee,                                                      |              |                                           |                                                   |                            |                          |                           |

## Culture locale et patrimoine

### Patrimoine environnemental
La commune de Saint-Germain-lès-Arpajon a été récompensée par deux fleurs au concours des villes et villages fleuris.
Les berges de l'Orge, les bois situés à l'ouest du territoire et un champ au nord du bourg ont été recensés au titre des espaces naturels sensibles par le conseil général de l'Essonne.

### Patrimoine architectural
- Église Saint-Germain d'Auxerre des XIe et XIIe siècles, inscrite aux monuments historiques le 6 mars 1926[81],[82].
- Moulin de la Boisselle (1239), ayant abrité une usine de chaussures (1922-1937) et restauré par la commune au début des années 2000.
- Château de Chanteloup (XVIe siècle), Henri IV y rencontra le légat du Pape.
- Hôtel de ville (XIXe siècle, demeure bourgeoise acquise par la commune et transformée en hôtel de ville (1985).
- École Louis-Babin (1932), première école de ce style dans la région[83].
- Moulin de la Falaise (XIXe siècle), ayant abrité une tannerie et transformé en habitations.
- Moulin de Fourcon (XIXe siècle), propriété privée.
- Espace polyvalent municipal Olympe de Gouges (2008), architecture moderne (La Boisselle)[84].
- Pôle culturel municipal (2014), architecture moderne (route de Leuville)[85].

### Tourisme environnemental
La Promenade de l'Orge, longue de quarante kilomètres, réservée aux piétons et aux cyclistes, emprunte le territoire germinois sur plusieurs kilomètres : elle longe les jardins familiaux créés au début des années 2000, passe à proximité du moulin de Falaise et de l'église Saint-Germain-d'Auxerre et permet de découvrir le parc de la Mairie (aménagé dans une ancienne propriété de l'ambassade d'Argentine en France), le moulin de la Boisselle, l'aire de pique-nique du Pré-du-Roi, la faune des oiseaux entre la rivière et sa boelle et le moulin de Fourcon. Elle se poursuit ensuite sur le territoire de Leuville-sur-Orge par le moulin d'Aulnay (propriété privée).

### Personnalités liées à la commune
Différents personnages publics sont nés, morts ou ont vécu à Saint-Germain-lès-Arpajon :
- Corbinien de Freising (680-730), saint catholique y est né.
- Louis Malet de Graville (1438-1516), aristocrate amiral de France en était le seigneur.
- Lucie Touchais (1883-1956), dite la Grand'Mère, pensionnaire au Théâtre Antoine et professeur, a habité route de Leuville de 1938 à sa mort[87].
- Jean-Louis Roncoroni (1926-1998), scénariste et dialoguiste de télévision et de cinéma, dramaturge, a été élevé dans la commune (ses parents habitaient route de Leuville).
- Luc Méloua (1936-2010), motoriste et journaliste, auteur d'ouvrages sur la théorie et la pratique des moteurs thermiques,
- Christian Ravel (1948-1971), motocycliste qui fut champion de France et disputa le championnat du monde 500 cm3, était originaire du lieu-dit La Grande-Folie.

### Héraldique et logotype

Logo.

| Blason de Saint-Germain-lès-Arpajon | Blason  | Écartelé : au premier et au quatrième d'azur aux trois fleurs de lys d'or, à la bordure du même, au deuxième de gueules à l'ours passant d'or, au troisième d'azur aus trois fasces ondées d'argent. |
| Blason de Saint-Germain-lès-Arpajon | Détails | La commune s'est en outre dotée d'un logotype. |

### Saint-Germain-lès-Arpajon dans les arts et la culture
Saint-Germain-lès-Arpajon, accueillant, jusqu'en 2012, les studios Cochets (puis Euromédia) a servi de lieu de tournage pour les films :
- Ada dans la jungle de Gérard Zingg et L'Invité surprise de Georges Lautner sortis en 1988 ;
- Monsieur Hire de Patrice Leconte[88], Romuald et Juliette de Coline Serreau, Suivez cet avion de Patrice Ambard[89], Les Deux Fragonard de Philippe Le Guay et Zanzibar de Christine Pascal sortis en 1989 ;
- Stan the Flasher de Serge Gainsbourg[90], La Gloire de mon père et Le Château de ma mère d'Yves Robert, Cyrano de Bergerac de Jean-Paul Rappeneau, Maman de Romain Goupil et Le Mari de la coiffeuse de Patrice Leconte sortis en 1990 ;
- La Reine blanche de Jean-Loup Hubert et Simple mortel de Pierre Jolivet sortis en 1991 ;
- La Fille de l'air de Maroun Bagdadi, La Voix de Pierre Granier-Deferre et Siméon d'Euzhan Palcy sortis en 1992 ;
- Smoking / No Smoking d'Alain Resnais[91], À l'heure où les grands fauves vont boire de Pierre Jolivet, Louis, enfant roi de Roger Planchon et Toxic Affair de Philomène Esposito sortis en 1993 ;
- La Dernière carte de Sergio Gobbi et Le Sourire de Claude Miller sortis en 1994 ;
- La Cité des enfants perdus de Marc Caro et Jean-Pierre Jeunet[92] et Fast de Dante Desarthe sortis en 1995 ;
- Bernie d'Albert Dupontel sorti en 1996 ;
- Assassin(s) de Mathieu Kassovitz, Bouge ! de Jérôme Cornuau, Héroïnes de Gérard Krawczyk, Un amour de sorcière de René Manzor, Une femme très très très amoureuse d'Ariel Zeitoun et On connaît la chanson d'Alain Resnais sortis en 1997 ;
- L'Homme au masque de fer de Randall Wallace, Que la lumière soit ! d'Arthur Joffé, Serial Lover de James Huth et Une chance sur deux de Patrice Leconte sortis en 1998 ;
- Quasimodo d'El Paris de Patrick Timsit, Astérix et Obélix contre César de Claude Zidi, Augustin, roi du kung-fu d'Anne Fontaine, La Fille sur le pont de Patrice Leconte, Peut-être de Cédric Klapisch, Pola X de Leos Carax et Romance de Catherine Breillat sortis en 1999 ;
- La Vache et le Président de Philippe Muyl, La Veuve de Saint-Pierre de Patrice Leconte, Le Prince du Pacifique d'Alain Corneau[93], D'un rêve à l'autre d'Alain Berliner, Épouse-moi d'Harriet Marin et L'Extraterrestre de Didier Bourdon sortis en 2000 ;
- À ma sœur ! de Catherine Breillat[94], Félix et Lola de Patrice Leconte, Le Petit Poucet d'Olivier Dahan et Tanguy d'Étienne Chatiliez sortis en 2001 ;
- La Vie promise d'Olivier Dahan, Le Raid de Djamel Bensalah[95], Trois zéros de Fabien Onteniente, Le Boulet d'Alain Berberian et Frédéric Forestier et Femme fatale de Brian De Palma sortis en 2002 ;
- Lovely Rita, sainte patronne des cas désespérés de Stéphane Clavier et Pas sur la bouche d'Alain Resnais sortis en 2003 ;
- Les Onze Commandements de François Desagnat et Thomas Sorriaux, Deux Frères de Jean-Jacques Annaud[96] et Blueberry, l'expérience secrète de Jan Kounen sortis en 2004 ;
- Iznogoud de Patrick Braoudé, L'Enfer de Danis Tanović et Imposture de Patrick Bouchitey sortis en 2005 ;
- Astérix aux Jeux olympiques de Frédéric Forestier et Thomas Langmann sorti en 2008 ;
- Le Dernier Vol de Karim Dridi sorti en 2009[97],[98].

En 2018, les studios ont repris du service avec le tournage, en mai 2018, du film dansé de Mehdi Meddaci, Frapper sur l'eau, sur le plateau de 800 m2 dit le « plateau 5 ».